# Rothmannia capensis
Rothmannia capensis es una especie de árbol de Sudáfrica que pertenece a la familia Rubiaceae. 

## Distribución
Crece desde la sur-occidental Provincia del Cabo a lo largo de las regiones costeras y en el interior hasta el Waterberg y Soutpansberg en el Transvaal. 

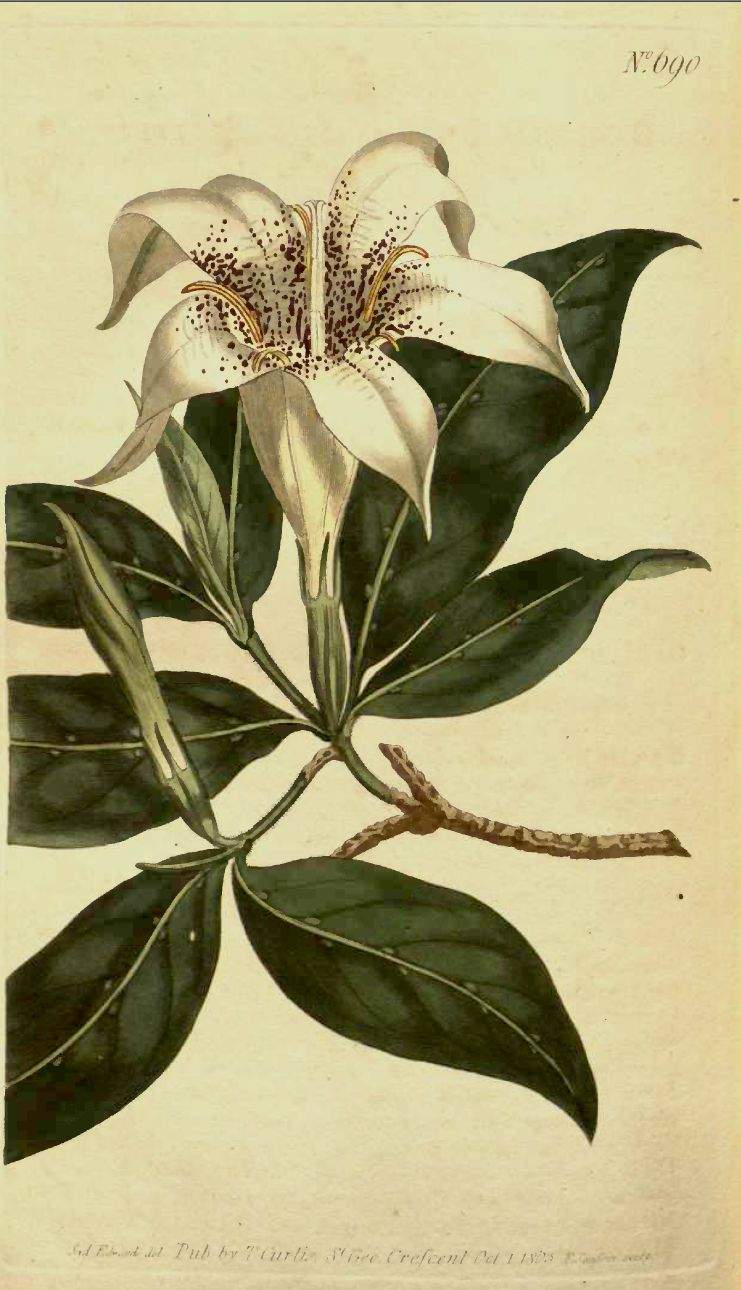
Ilustración

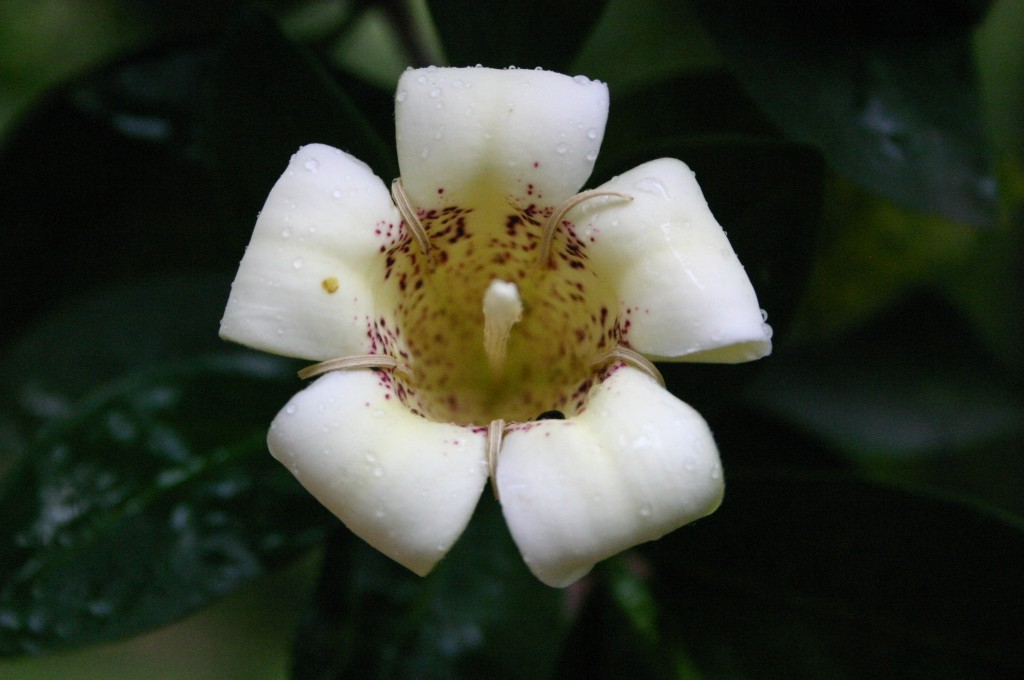
Detalle de la flor

## Descripción
Rothmannia capensis mide aproximadamente 5 m de alto en espacios abiertos, pero alcanza 20 m en condiciones forestales. Es un árbol común en el Witwatersrand en Johannesburgo. Produce abundantes flores dulcemente fragantes en verano, y a éstas le siguen frutos verde oscuros esféricos lisos de aproximadamente 80 mm de diámetro. La corteza negruzca tiene un patrón distintivo regular de grietas finas.

## Taxonomía
Rothmannia capensis fue descrita por Carl Peter Thunberg y publicado en  Kongl. Vetenskaps Academiens Handlingar 67, t. 2, en el año 1776.
Etimología
Rothmannia: nombre genérico que fue nombrado en honor de Göran Rothman (1739-1778) por Carl Peter Thunberg – ambos pupilos de Linneo.
capensis: epíteto geográfico que alude a su localización en la Provincia del Cabo.
Sinonimia
- Gardenia capensis (Thunb.) Druce
- Gardenia rothmannia L.f.
- Genipa rothmannia (L.f.) Baill.
- Randia bellatula K.Schum.[2]